# Скоростной трамвай Финикса
Скоростной трамвай Финикса (англ. Phoenix Metro Light Rail, стилизованно — METRO) — 36,5-километровая легкорельсовая система, находящаяся в Финиксе, столице штата Аризона, и соседних по округу Марикопа городах Темпе и Меса. Сооружение линии началось в марте 2005, открытие состоялось 27 декабря 2008. По состоянию на 2015 является 14-й по загруженности системой легкорельсового транспорта в США.

## Обзор системы
Расчетная стоимость сооружения 32 км трамвайной линии составила $1,4 млрд. ($43,75 млн/км).
В городе трамваи используют «средние полосы улиц», как Красная линия METRO в Хьюстоне, частично — Зелёная линия MBTA в Бостоне и Muni Metro в Сан-Франциско. Некоторые части линии, например, мост через водохранилище Темпе, никак не связаны с автодорожным транспортом. Максимальная заявленная скорость трамваев составляет 88 км/ч, поэтому один вагон проезжает всю линию, включая остановки на станциях, за 65 минут.
Автобусный маршрут, замененный трамвайной линией, составлял 80 минут и зависел от дорожного трафика в час-пик Система получает энергию от воздушной контактной сети с напряжением 750 В.

## История
Первая трамвайная система Финикса действовала с 1887 по 1948. К середине XX в. она закрылась, будучи замененной автобусными маршрутами.
Компания Valley Metro была основана в 2000 согласно Региональному плану развития транспорта. Сооружение новой трамвайной линии началось в 2005, а в марте 2008 был обнаружен дефект рельсов, исправление которого велось до мая и на это было потрачено более $600 тыс. Полностью укладка бетонных оснований и путей была завершена в апреле 2008.

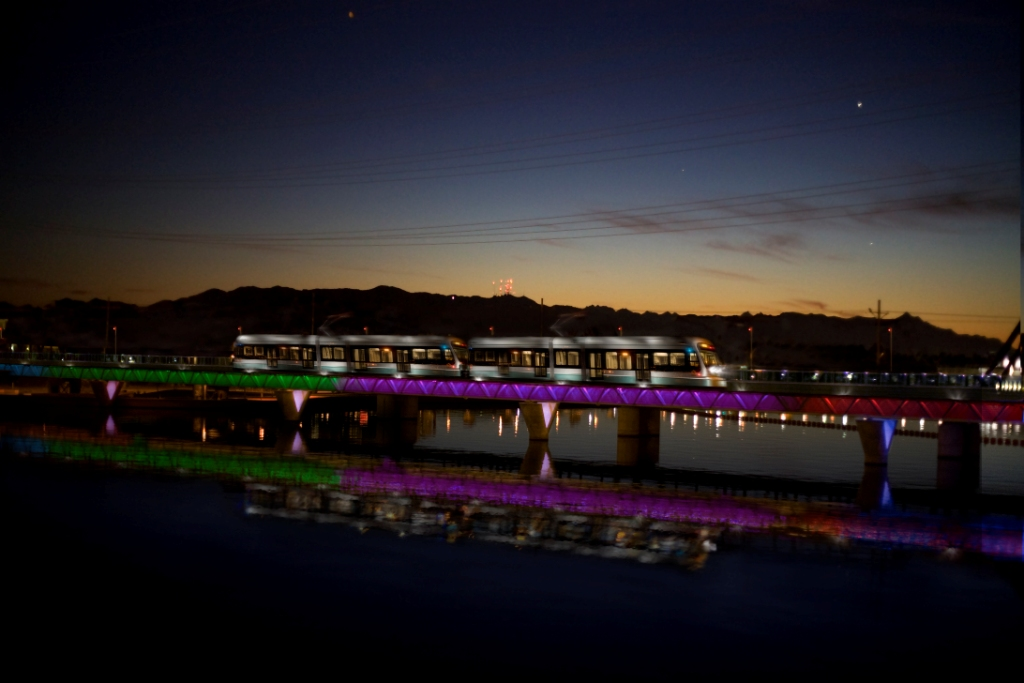
Трамвай проезжает ночью по мосту через водохранилище Темпе

В первой очереди проекта было возведено 32 км линии и 28 станций. 27 декабря 2008 состоялось торжественное открытие системы с перерезанием ленточки и общественными торжествами в Финиксе, Месе и Темпе. Все станции системы были оформлены в стиле, гармонирующем с их окрестностями. Ширина платформ составляет 5 м, длина — 90 м.
Самым загруженным за всю историю системы месяцем является февраль 2014 с ежедневным пассажиропотоком ≈48 924. 7 декабря 2013 был отмечен дневной рекорд пассажиропотока — 65 773 из-за посещения фанатами футбольной игры команды Университета в чемпионате Pac 12, фестиваля искусств в Темпе, светового шоу APS и концерта Beyoncé в ЮС Эйрвейс-центре.

### Трамвайная система в Темпе
Начиная с 2010, организация Valley Metro занимается разработкой нового трамвайного маршрута в Темпе. Две небольших трамвайных линии будут направлены к даунтауну Темпе. Приблизительная стоимость реализации этого проекта составляет $163 млн. После открытия маршрутов, на них будут использоваться 5 трамваев, прибывающих на станции каждые десять минут. На новой линии будут располагаться 18 остановок.

## Оплата проезда

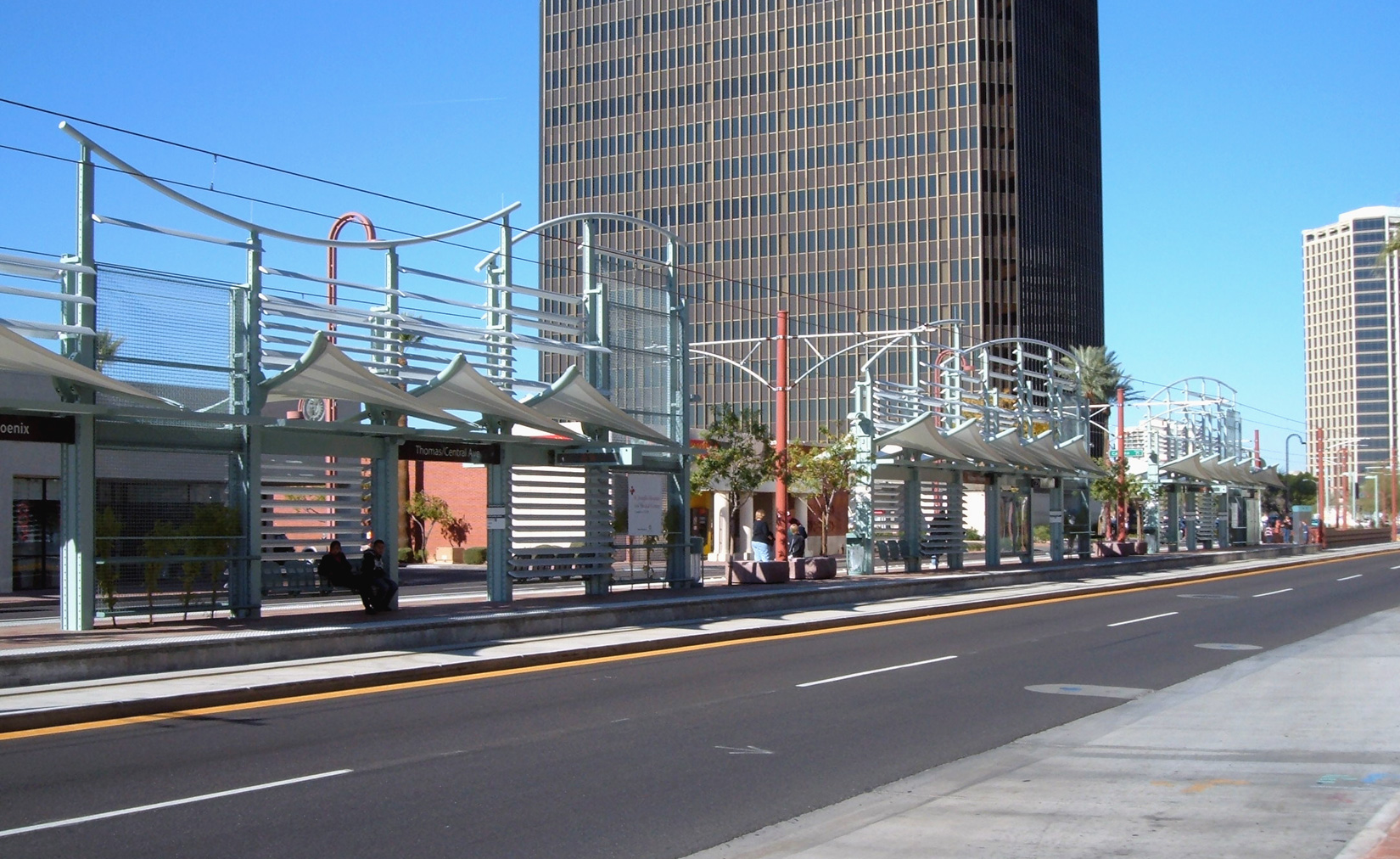
Станция Мидтаун

В компании Valley Metro используется система предоплаты. Билеты надо приобретать в автоматах у входов на все станции и предъявлять перед входом в трамвай. Система скоростного трамвая имеет такую же стоимость проезда, как и сети Valley Metro LINK и городских автобусов, но меньшую, чем у ускоренных и экспресс-автобусов. На 1 марта 2013 стоимость проезда составляет:
| Вид транспорта     | 1 поездка | 1 день | 7 дней | 15 дней | 31 день |
| ------------------ | --------- | ------ | ------ | ------- | ------- |
| Скоростной трамвай | $2,00     | $4,00  | $20,00 | $33,00  | $64,00  |
| Локальный автобус  | $2,00     | $4,00  | $20,00 | $33,00  | $64,00  |
| LINK               | $2,00     | $4,00  | $20,00 | $33,00  | $64,00  |
| Ускоренный автобус | $3,25     | $6,50  | —      | —       | $104,00 |
| Автобус-экспресс   | $3,25     | $6,50  | —      | —       | $104,00 |

До 1 марта 2013 действовали проездные билеты на 3 дня, билеты на 15 дней появились только 1 марта.

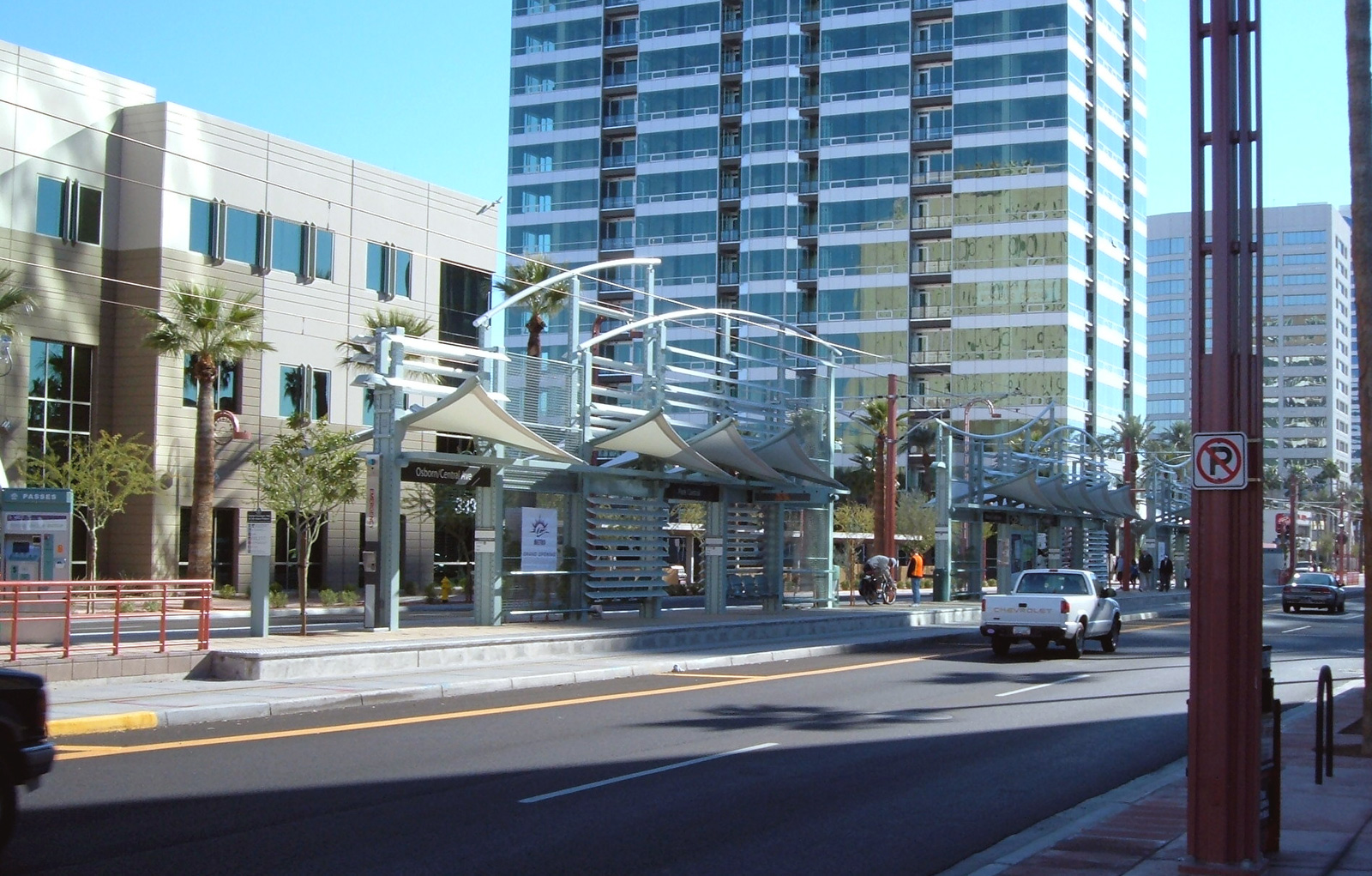
Станция Парк-Сентрал / Осборн

Для детей (от 6 до 18), пенсионеров (от 65), людей с ограниченными возможностями передвижения и владельцев карт Medicare действует скидка 50 % на билеты на скоростной трамвай, городские автобусы и LINK.
Студенты и работники Университета штата Аризона имеют право приобрести годовую или семестровую дисконтную карту для проезда в скоростном трамвае и всех автобусах в Долине.
Дети в возрасте до 5 лет имеют право на бесплатный проезд.

## Перспективы

Уточненная схема системы, использующаяся на станциях и в вагонах

### Продление на северо-запад

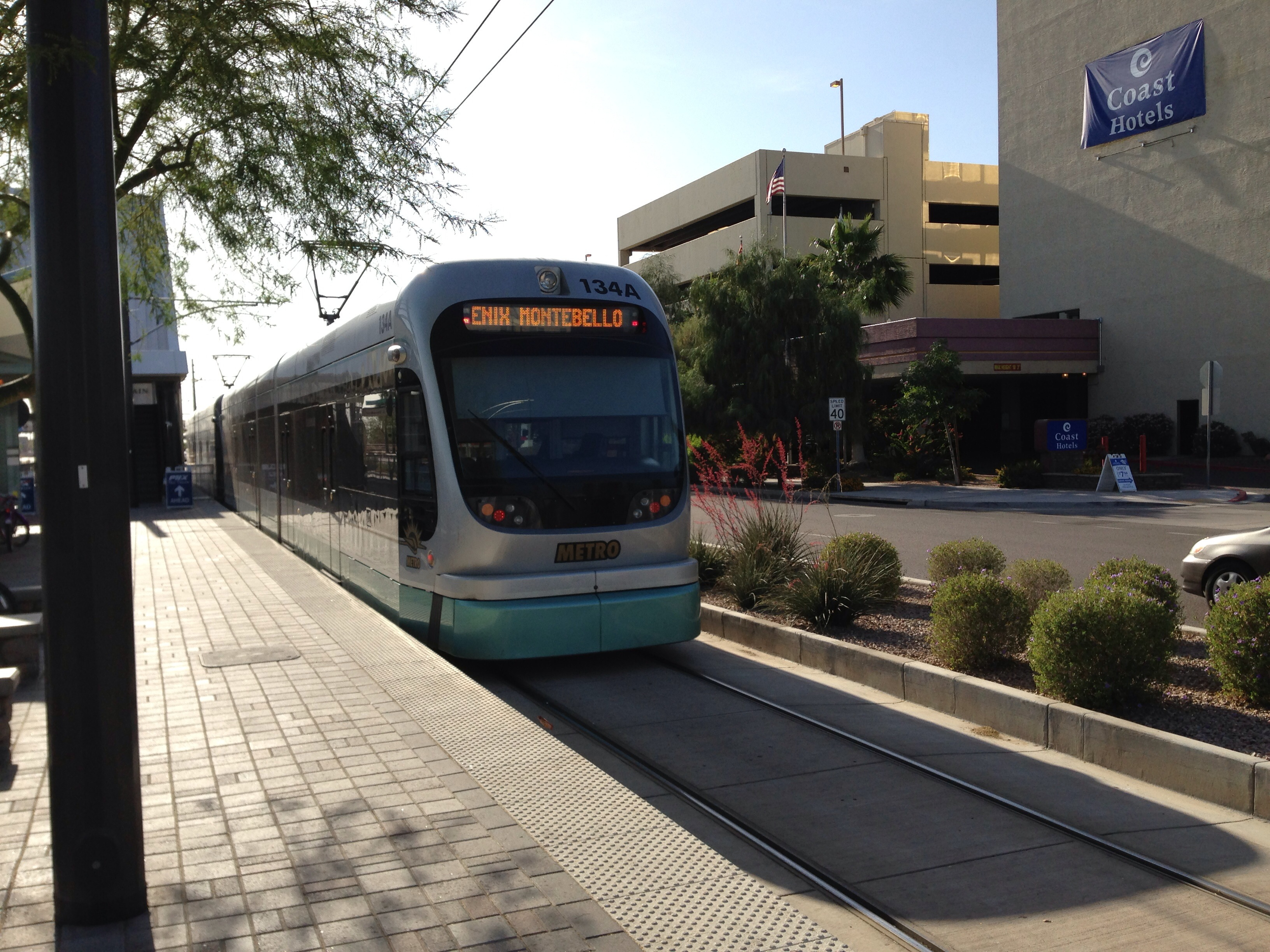
Трамвай на станции Аэропорт / 44-я улица

Комgания Valley Metro планирует в первую очередь продлить линию скоростного трамвая в сторону северо-западных районов города. Новый участок пройдет от станции Монтебелло — 19-я авеню по 19-й авеню и Данлэп-роуд и на запад, к Метроцентр-Молл. В 2012 году руководители компании сообщили, что проект продления готов на 90 %, и первые станции на этом участке будут открыты в 2016.
20 июня 2012 Городской совет Финикса объявил о том, что Продление на северо-запад будет открыто в конце 2015 — начале 2016 года.

### Продление в центр Месы

Схема перспективной трамвайной системы Финикса

Продление в центр Месы строилось с июля 2012 года после станции Сикамор-драйв — Мейн-стрит и проложено 4,8 км по Мейн-стрит Месы до Меса-драйв. На этом участке построены 4 станции на перекрестках с Альма-скул-роуд, Кантри-клаб-драйв, Сентер-стрит и Меса-драйв. Участок сдан в пассажирскую эксплуатацию. В первую очередь, управление Марикопы рассчитывает на то, что, благодаря трамвайной линии, даунтаун Месы получит хорошее развитие.

### Продление вдоль I-10

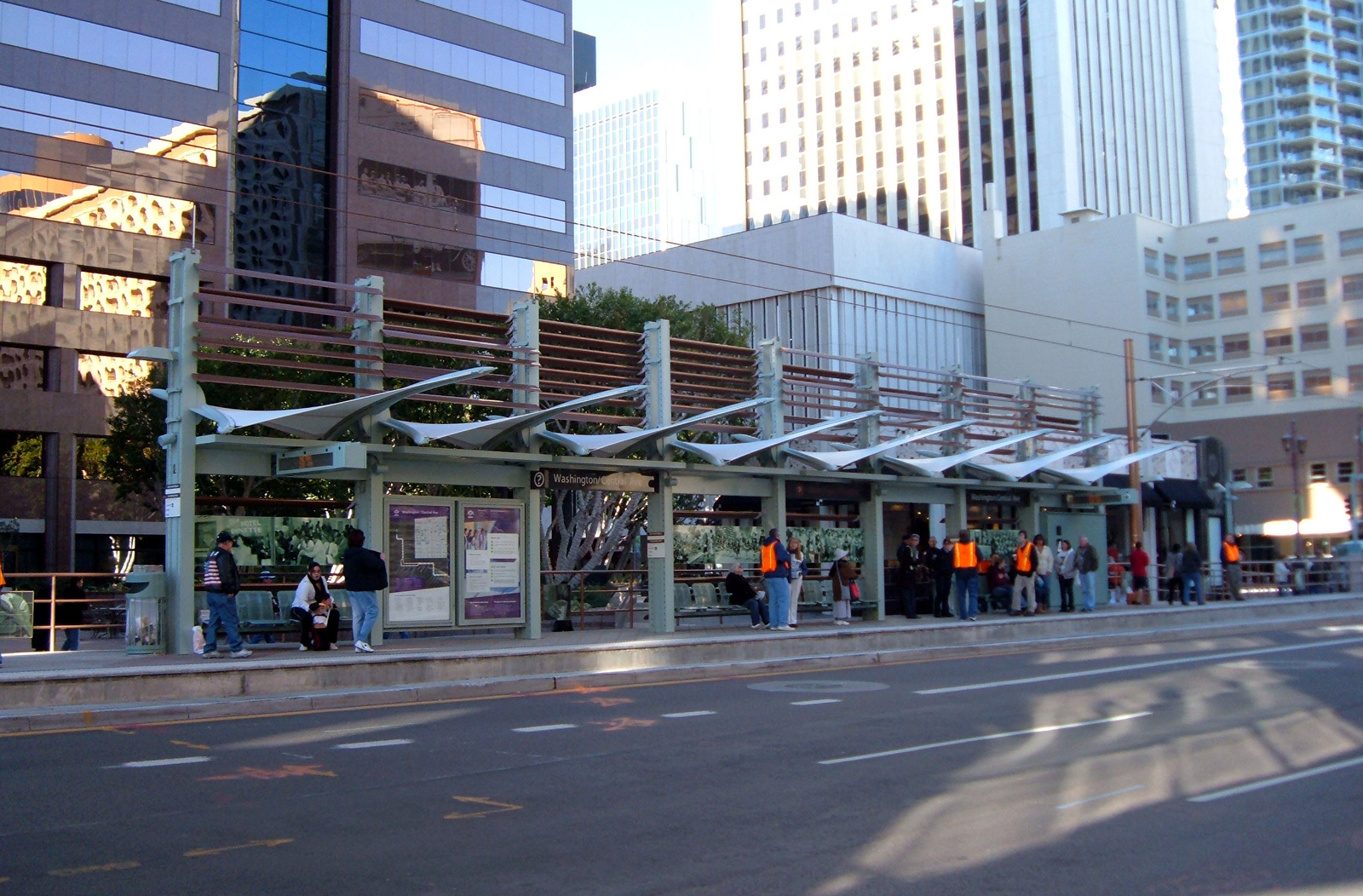
Станция Даунтаун / Ратуша

Продление вдоль I-10 пройдет из Даунтауна Финикса к I-17, повернет на север к развязке I-10 и I-17. После этого, линия свернет на запад и будет идти в средней части шоссе I-10 до 43-й авеню, после чего пути пройдут к парку на 79-й авеню. Новая линия (16 км) будет состоять из 10 станций и свяжет даунтаун с Западной долиной. Далее линия пройдет до будущего продления Аризонского шоссе 202, которое соединится с I-10 и пройдет через 51-ю авеню.

### Продление на юг в Темпе
Продление на юг в Темпе является современной трамвайной линией, которая пройдет по Милл-авеню. На 4-километровой линии будут располагаться 13 станций. Она проследует от Милл и Южной авеню на север, к Юниверсити-драйв и пройдет петлей через Даунтаун Темпе по Милл и Эш-авеню. После завершения строительства, пассажиры смогут попасть к Мемориальному лекторию УША им. Гэммэйджа, Госпиталю С. Луки в Темпе и Старшей школе Темпе. Также есть несколько вариантов дальнейшего продления этой линии.